# 汤米·亚伯拉罕松
汤米·亚伯拉罕松（瑞典語：Thommy Abrahamsson，1947年4月8日—），瑞典男子冰球运动员，场上位置是后卫。他曾代表瑞典国家队参加1972年冬季奥林匹克运动会冰球比赛，获得第4名。

## 家庭
孪生兄弟克里斯特·亚伯拉罕松。